# Ponte Sant'Angelo

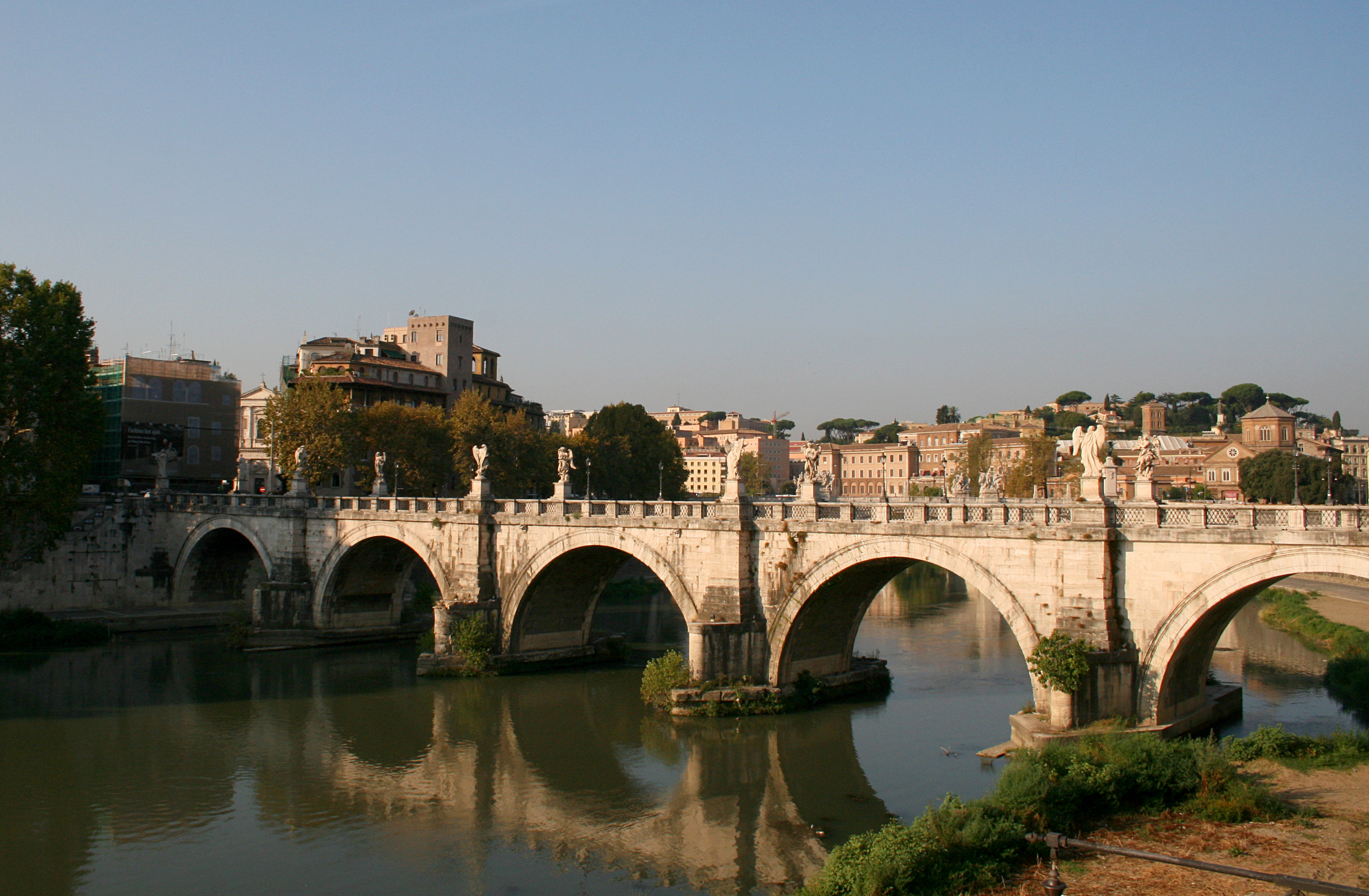
Ponte Sant'Angelo

El Ponte Sant'Angelo, abans pont Aeliano o pons Aelius (pont d'Hadrià), és un pont situat a la ciutat de Roma, construït entre els anys 134-139 per l'emperador romà Hadrià, destinat a estendre el centre de la ciutat al seu mausoleu de recent construcció, que avui en dia constitueix el Castel Sant'Angelo. Es troba cobert de marbre travertí i creua el riu Tíber amb cinc arcades.
Avui, el pont és exclusivament per als vianants i proporciona una vista fotogènica del Castel Sant'Angelo. Enllaça el Rioni (districte) de Ponte (que va rebre el seu nom pel mateix riu) amb el Rione de Borgo.

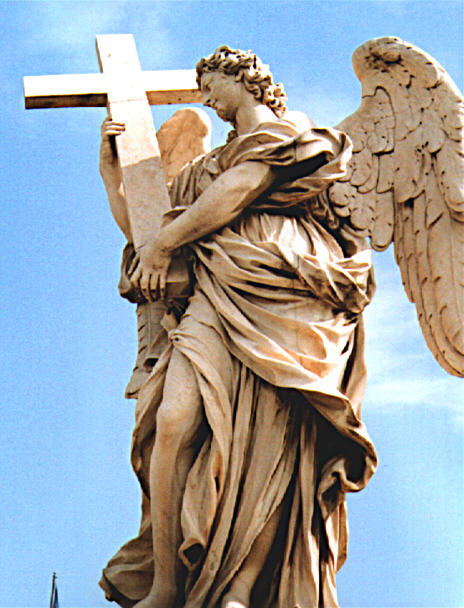
Àngel amb la creu, d'Ercole Ferrada. En la seva base figuren les paraules: Cuius principatum super humerum eius (Isaïes, ix). Els àngels van ser dissenyats per Bernini

En temps passats, els pelegrins feien servir aquest pont per arribar a la basílica de Sant Pere, per això era també conegut com a "pont de Sant Pere" (pons Sancti Petri). Sota el govern del Papa Gregori, tant el castell com el pont adoptaren el nom de Sant'Angelo. Explica la llegenda que un àngel es va aparèixer a la teulada del castell per anunciar el final de la plaga. Durant l'any jubileu 1450, la balustrada del pont va cedir a causa de la gran multitud de pelegrins. Molts en van morir en caure al riu. En resposta, moltes de les cases que hi havia a l'entrada del riu, així com un arc de triomf romà, van ser derruïts per ampliar el pas dels pelegrins.
Durant els segles posteriors, al segle xvi, el pont es va utilitzar per a exposar els cossos dels executats. L'any 1535, el papa Climent VII destinà els ingressos del peatge que s'havia de pagar per creuar el pont per erigir-hi les estàtues dels apòstols sant Pere i sant Pau, als quals es van afegir més tard els quatre evangelistes i patriarques que representaven les estàtues d'Adam, Noè, Abraham i Moisès. El 1669, el papa Climent IX encomanà el reemplaçament dels antics àngels d'estuc de Raffaello da Montelupo, encarregats per Pablo III. Bernini programà la construcció de deu àngels que sostenien els instruments de la Passió. Ell en persona va acabar els dos originals dels àngels que sostenen la inscripció "INRI" i la corona d'espines, però ambdues van ser requisades per Climent IX per al seu propi ús. Avui es troben a l'església de Sant'Andrea delle Fratto, també a Roma.

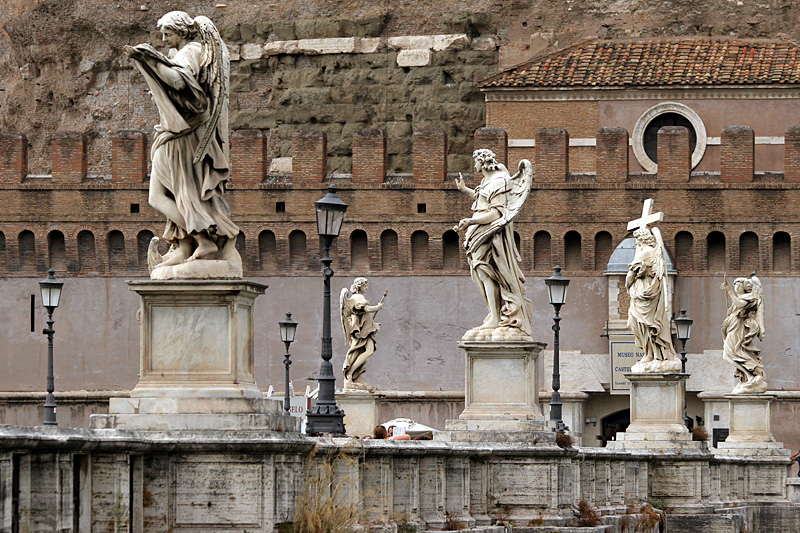
Àngels al pont Sant'Angelo

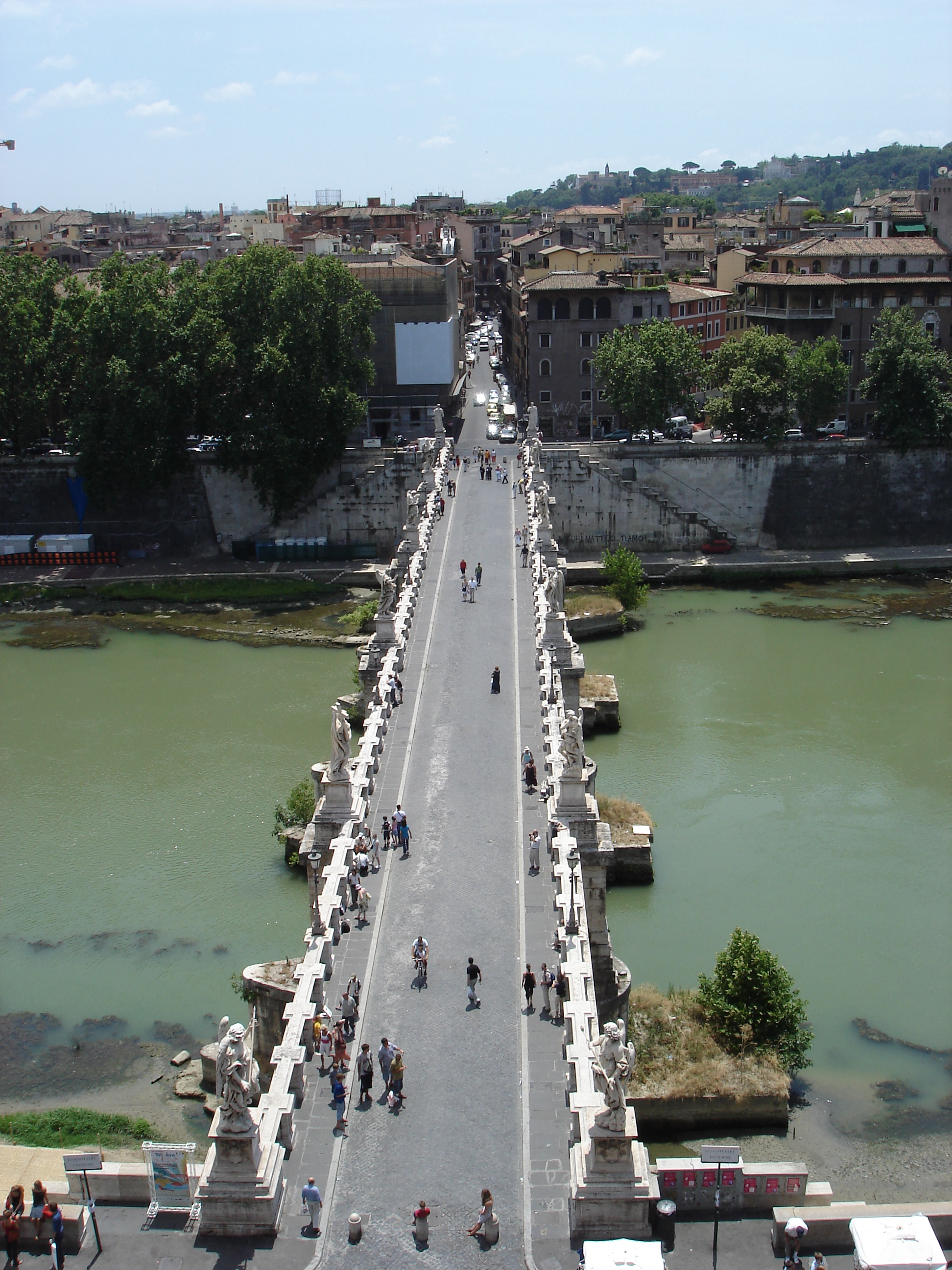
El pont vist des de les muralles de Castel Sant'Angelo i mirant cap al centre de Roma

## Llista d'àngels
1. Ángel amb la columna (Antonio Beams, inscripció "Tronus meus in columna").[1]
2. Àngel amb les fustes (Lazzaro Morelli, inscripció "In flagella paratus sum").[2]
3. Àngel amb la corona d'espines Arxivat 2007-07-01 a Wayback Machine. (Bernini) i sant Pau, avui a l'església de Sant'Andrea delle Fratta. Còpia en el pont de Paul Naldini (inscripció "In aerumna mea dum configitur spina").[3]
4. Àngel amb el sudari (vel de la Verònica) (Cosimo Fancelli, Respice faciem Christi tui) Arxivat 2012-02-27 a Wayback Machine..[4]
5. Ángel amb el sudari i els daus  (Pau Naldini, inscripció "super vestimentum meum miserunt sortem").[5]
6. Àngel amb els claus (Girolamo Lucenti, inscripció "Aspicient ad em quem confixerunt").[6]
7. Ángel amb la creu (Ercole Ferrada, inscripció "Cuius principatum super humerum eius").[7]
8. Àngel amb la inscripció (còpia de Giulio Cartari (inscripció "Regnavit a ligno deus").[8]
9. Àngel amb l'esponja (Antonio Giorgetti, inscripció "Potaverunt em aceto").[9]
10. Ángel amb la llança (Domenico Guides, inscripció "Vulnerasti cor meum").[10]

De les estàtues anteriors a la intervenció de Bernini únicament perduren els dos apòstols, sant Pere i sant Pau.